# K-64 (Delta IV)
Il K-64 è un SSBN russo, terzo esemplare costruito della Delta IV. Dal 1999 risulta sottoposto a grandi lavori di modifica. Non risulta in servizio.

## Storia
La costruzione del K-64 venne intrapresa presso il cantiere navale Sevmash, a Severodvinsk, nel novembre 1984. Il battello entrò in servizio con la Flotta del Nord nel febbraio 1988.
A partire dal 1999, risulta sottoposto a grandi lavori di modifica, che prevedono la trasformazione del sottomarino il laboratorio di ricerca. Tali modifiche, effettuate a Zvezdochka, comprenderebbero anche la rimozione dei tubi di lancio dei missili balistici.
Il nuovo nome dovrebbe essere BS-64 Vladimir. Nel 2009 il sottomarino non risulta ancora in servizio, e non è noto lo stato dei lavori.